# Seznam britanskih pesnikov
Seznam britanskih pesnikov.

## A
John Agard - Patience Agbabi - Herbert Asquith - Moniza Alvi - 

## B
Bernard Bergonzi - Francis Berry - Oswell Blakeston - Mathilde Blind - Francis William Bourdillon - Lilian Bowes Lyon - Arthur Boyars - Frederick Victor Branford - Julian Branston - Jean Binta Breeze - Edwin Brock - Jacob Bronowski - Pete Brown - Thomas Edward Brown - Isaac Hawkins Browne - Robert Williams Buchanan - 

## C
Angus Calder - A. Y. Campbell - William Canton - Thomas Chaloner - Wilfred Rowland Childe - Thomas Legh Claughton - Mary Elizabeth Coleridge - John Henry Collier - John Cooper Clarke - John Crowne - Andrew Crozier - Nancy Cunard - Olive Custance - 

## D
Geoffrey Dearmer - John Denham (pesnik) - Patric Dickinson - Lord Alfred Douglas - Jane Draycott - Carol Ann Duffy - Helen Dunmore - Lawrence Durrell - Edward Dyer - Clifford Dyment - 

## E
T. S. Eliot - Edwin Ellis - George Every - 

## F
Elijah Fenton - Michael Field (književnik) - Mark Ford - Adam Fox - 

## G
John Gawsworth - Robert Grant (književnik) - Edgar Guest - Bryan Guinness, 2nd Baron Moyne - 

## H
Nicholas Hagger - Michael Hamburger - John Harris (pesnik) - Reginald Heber - Felicia Hemans - William Henley - Rayner Heppenstall - Herbert Horne - 

## J
Edmund John - Linton Kwesi Johnson - David Jones (pesnik) - 

## K
Geoffrey Anketell Studdert Kennedy - Edward King (britanski pesnik) - Francis King - 

## L
Lake Poets - Vernon Lee - Joseph Leftwich - Laurence Lerner - Peter Levi - Amy Levy - Tim Liardet - Jack Lindsay - Edward Lucie-Smith - Sylvia Lynd - George Lyttelton, 1st Baron Lyttelton - 

## M
Louis MacNeice - Thomas Babington Macaulay, 1st Baron Macaulay - Charles Mackay - Robert Pipon Marett - E. A. Markham - H. J. Massingham - Edward Powys Mathers - Ian McMillan - Richard Barham Middleton - Dorothy Miles - Hope Mirrlees - Adrian Mitchell - Harold Monro - R. L. Mégroz - 

## N
Martin Newell (glasbenik) - John Norris - 

## O
Maggie O'Sullivan - John Oxenham - Philip O'Connor - 

## P
Ruth Padel - Tom Paulin - Angus George Harcourt Perry - Pascale Petit - Eden Phillpotts - Tom Pickard - Vivian de Sola Pinto - Ruth Pitter - William Plomer - Hugh Gordon Porteus - John Cowper Powys - F. T. Prince - J. H. Prynne - John Pudney - Jock Purdon - 

## R
Ernest Radford - Kathleen Raine - Tom Raworth - Henry Reed - James Reeves - Christopher Reid - Anne Ridler - Lynette Roberts - Michael Roberts (književnik) - Rennell Rodd, 1st Baron Rennell - W. R. Rodgers - William Stewart Rose - Isaac Rosenberg - Alan Ross - A. L. Rowse -

## S
Edmund Beale Sargant - E. J. Scovell - William Kean Seymour - Martin Seymour-Smith - Edward Shanks - Labi Siffre - Iain Sinclair - Burns Singer - C. H. Sisson - Robin Skelton - Charles Sorley - Bernard Spencer - William Robert Spencer - John Sterling (književnik) - Anne Stevenson - Devina Symes - Arthur Symons - George Szirtes - 

## T
Jane Taylor - Thomas Blackburn - Thomas Britanski - Mary Tighe - W. R. Titterton - Chris Torrance - Richard Chenevix Trench - R. C. Trevelyan - Charles Tennyson Turner - Walter J. Turner - 

## U
Evelyn Underhill - Allen Upward - Joan Ure - 

## W
Laurence Whistler - Joseph Blanco White - Charles Whitehead - Heathcote Williams - Fabian S. Woodley - Gerard Woodward - Thomas Woolner - 

## Y
Murray Lachlan Young - 